# Death in Vegas
Death in Vegas is een Britse band die op dit moment gevormd wordt door Richard Fearless en Tim Holmes. De stijl van hun muziek is een soort pop rock met een mix van techno, dub en industrial, soms ook wel aangeduid als dance-rock.
De band is opgericht in 1994 en bestond toen uit Fearless en Steve Helier, die opereerden onder de naam Dead Elvis. Na protesten van de erven van Elvis Presley was de gedwongen de naam te wijzigen in het huidige Death in Vegas. De naam Dead Elvis werd vervolgens de naam van hun eerste album.
Nadat het eerste album uitgebracht was, verliet Helier de band. Hij werd vervangen door Holmes.
Verschillende nummers van Death in Vegas zijn ook gebruikt als achtergrondmuziek voor diverse andere producties. Het nummer Dirge in een Levi spijkerbroeken-reclame en de trailer van de film The Black Dahlia, het nummer Hands Around My Throat in een reclame van Sony Ericsson en het nummer Girls in de soundtrack van de film Lost in Translation.
Na vanaf 1994 tien jaar bij het platenlabel Concrete Records doorgebracht te hebben, zijn Fearless en Holmes na het verschijnen van hun derde album Scorpio Rising daar opgestapt om een eigen label op te richten. Het zo ontstane Drone Records zou het zesde album van de rockgroep Oasis geproduceerd hebben, maar wegens andere verplichtingen van Fearless en Holmes is het daar nooit van gekomen.

## Discografie
Death in Vegas heeft de volgende albums uitgebracht:

### Studioalbums
- Dead Elvis (1997)
- The Contino Sessions (1999)
- Scorpio Rising (2003)

Dit album is vernoemd naar de cultfilm Scorpio Rising, een film over homoseksuele, neonazistische motorrijders.
- Satan's Circus (2004)

Satan's Circus is duidelijk anders van toon dan de, meer op rock gebaseerde albums Contino Sessions en Scorpio Rising. Het heeft meer elektronische invloeden, met drumcomputers, synthesizers en voorgeprogrammeerde ritmes die het werk van de live-instrumenten overnemen. Overduidelijk is de invloed te horen van de Duitse 'Krautrock': zo wordt de melodie van Kraftwerks Trans-Europe Express gebruikt in het nummer Zugaga.
- Trans Love Energies (2011)

### Verzamelingen
- Back to Mine (2004)
- Milk It (2005)
- The Best of Death in Vegas (2007)

### Samenwerkingen
- Back to Mine Vol. 16 (2004)
- FabricLive.23 (2005)